# Campeonato Goiano Segunda Divisão 1966
In 1966 werd het vijfde Campeonato Goiano Segunda Divisão gespeeld voor clubs uit de Braziliaanse staat Goiás. De competitie werd georganiseerd door de FGF en werd gespeeld van 3 juli tot 11 september. Ceres werd kampioen.

## Eindstand
| Plaats | Club     | Wed. | W | G | V | Saldo | Ptn. |
| ------ | -------- | ---- | - | - | - | ----- | ---- |
| 1.     | Ceres    | 8    | 6 | 2 | 0 | 18:9  | 14   |
| 2.     | Buriti   | 8    | 5 | 0 | 3 | 13:8  | 10   |
| 3.     | Nacional | 8    | 4 | 1 | 3 | 17:11 | 9    |
| 4.     | Goiás    | 8    | 2 | 1 | 5 | 13:12 | 5    |
| 5.     | América  | 8    | 1 | 0 | 7 | 6:27  | 2    |

|  | Kampioen |

### Kampioen
| Campeonato Goiano de 1966 - Segunda Divisão |
| Goias                                       |
| ------------------------------------------- |
| CERES Kampioen (1° titel)                   |